# Танец павлина

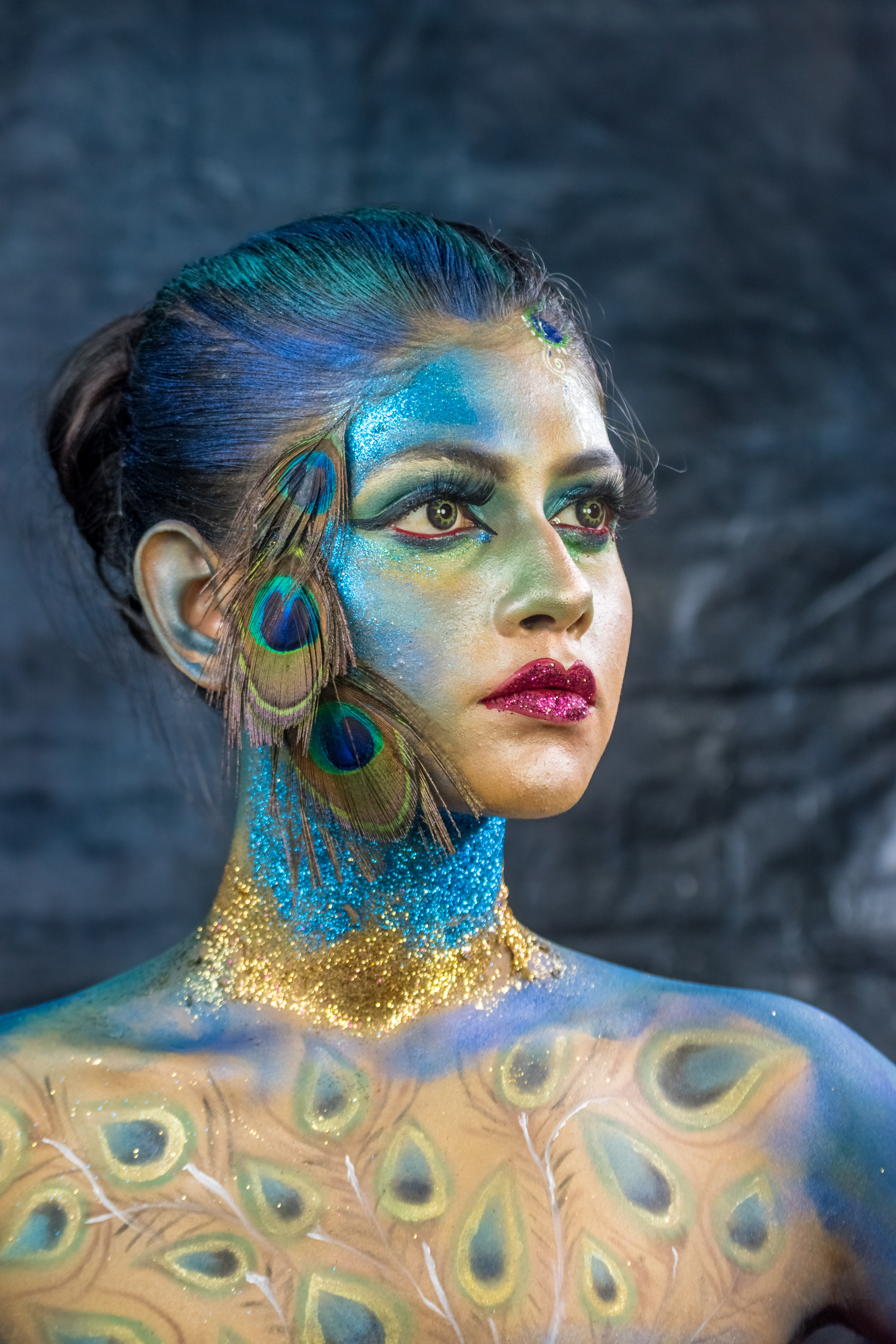
Портрет исполнительницы танца павлина с макияжем. Индия.

Танец павлина или танец павлинов — традиционный азиатский народный танец, который через движение танцоров передаёт красоту и грацию движения павлинов.
В Азии развито несколько традиций танца павлина, наибольшее распространённые танцы павлина в Китае, Мьянме, а также в западной и северной частях Камбоджи, западной Явы в Индонезии, также танцы павлина распространены в южной Индии, Шри-Ланке и Бангладеш.
В 2006 году танец включён в список национального нематериального культурного наследия Китая. Согласно китайской интерпретации танец является символом доброты, мудрости, красоты, удачи и счастья.

## Национальные особенности

### Китай
Павлин как тотем народа дай в юго-западной китайской провинции Юньнань, одной из этнических групп в Китае, является неотъемлемой частью культурных и духовных аспектов народа. Танец павлина как самый известный и традиционный танец среди народных танцев народа дай распространён в Жуйли, Люкси, расположенных в Дэхун-Дай-Качинском автономном округе, Мендине, Менгда расположенных в Цзингу-Дай-Ийский автономном уезде, Цанъюань-Васком автономном уезде других регионах проживания народа дай. Народ Дай верит, что «священная птица» или павлин является символом счастья и благосклонности и, таким образом, павлин фигурирует в многочисленных народных легендах. Танец павлина — любимый танец народа дай, танцу присущи все народные признаки.
Танец павлина имеет очень долгую историю и тесно связан с этнической культурой. Любой фестиваль или торжество, сопровождается танцем павлина, будь то ежегодный фестиваль воды или фестиваль закрытия/открытия ворот.
В Китае существует два разных вида традиционного танца павлина этнической группы Дай. Один из них — танец павлина с ношением тяжёлой подставки из бамбука, шёлка и других материалов, имитирующих растягивающееся перо павлина. Одна подставка может весить до 20 кг и крепится к спине и талии исполнителя танца. Другой вариант — «танец безоружного павлина», при котором исполнителям танца не нужно нести тяжёлую подставку. Барабаны являются традиционными сопровождающими инструментами для танца павлина.

### Индия
Майилаттам (там. மயிலாட்டம்), также известный как танец павлина, исполняется девушками, одетыми павлинами, во время праздника урожая Понгал в индийских штатах Тамилнад и Керала.

### Индонезия
В Индонезии он известен как танец павлина (танец Мерак или Тари Мерак) и возник на Западной Яве. Его исполняют танцовщицы, вдохновлённые движениями павлина, смешанных с классическими движениями сунданского танца. Традиция танца связана с хореографом Раденом Тьедже Соемантри создавшего хореографию танца примерно в 1950-х годах. Танец исполняется для почётного гостя на большом мероприятии, также иногда исполняется на сунданских свадебных церемониях.

### Камбоджа
Провинция Пайлин — единственное место в Камбодже, где водятся павлины. Именно в этой провинции одним из народных танцев является танец павлина. Исполнители танца одеты в традиционные национальные костюмы, которые своим орнаментом напоминают раскрас самки и самца павлина.

## Галерея

Танец павлина
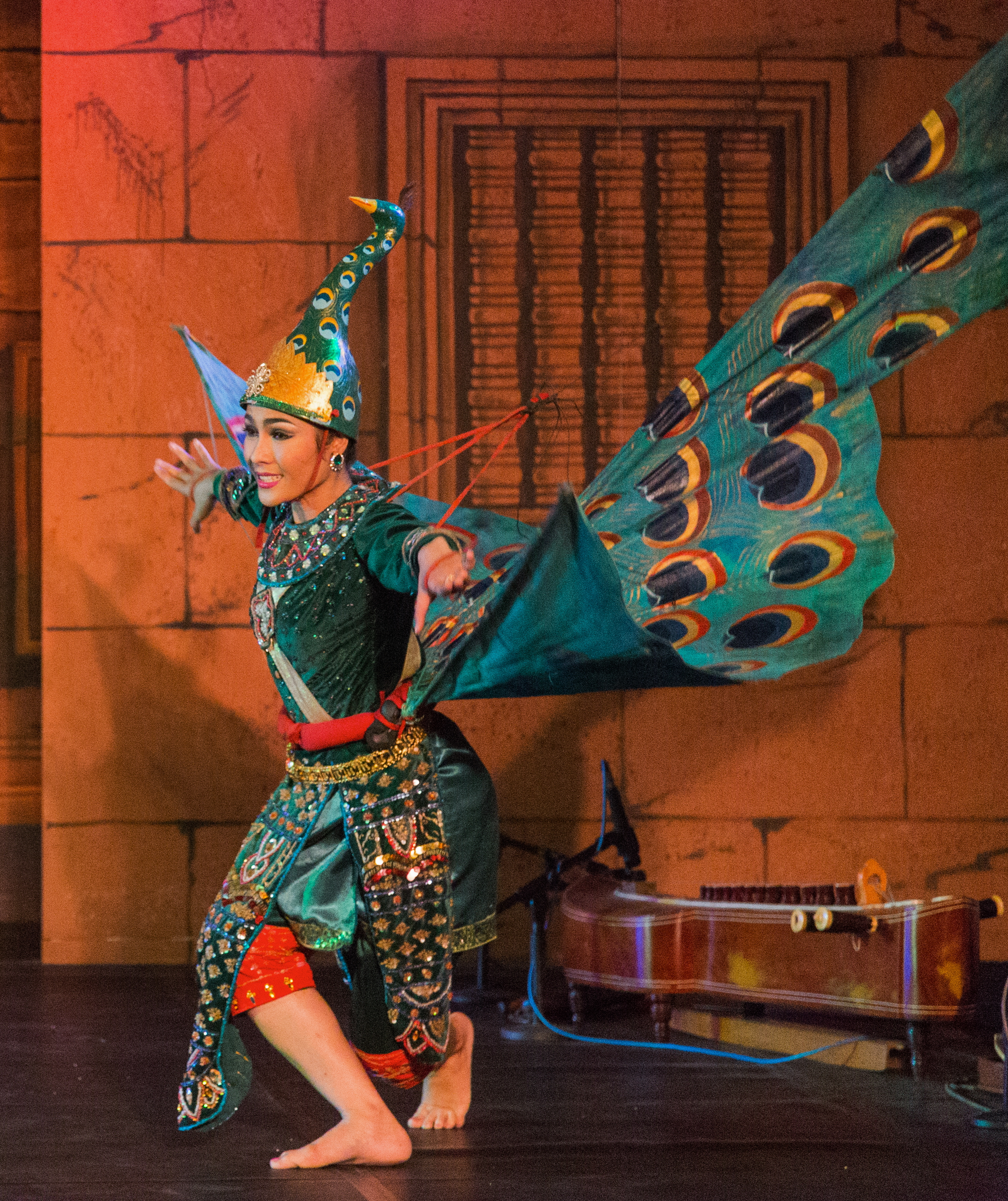
Камбоджа
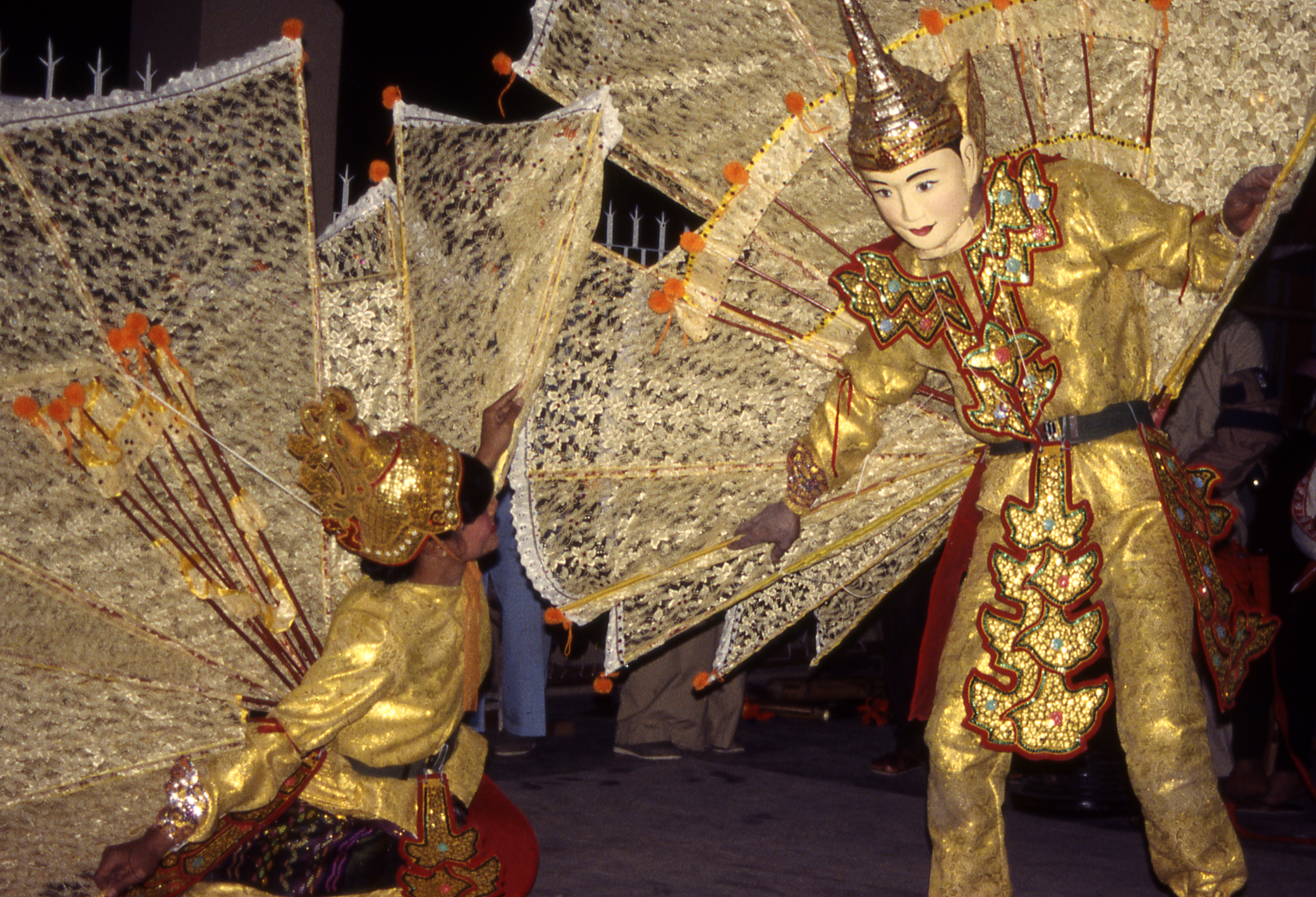
Мьянма
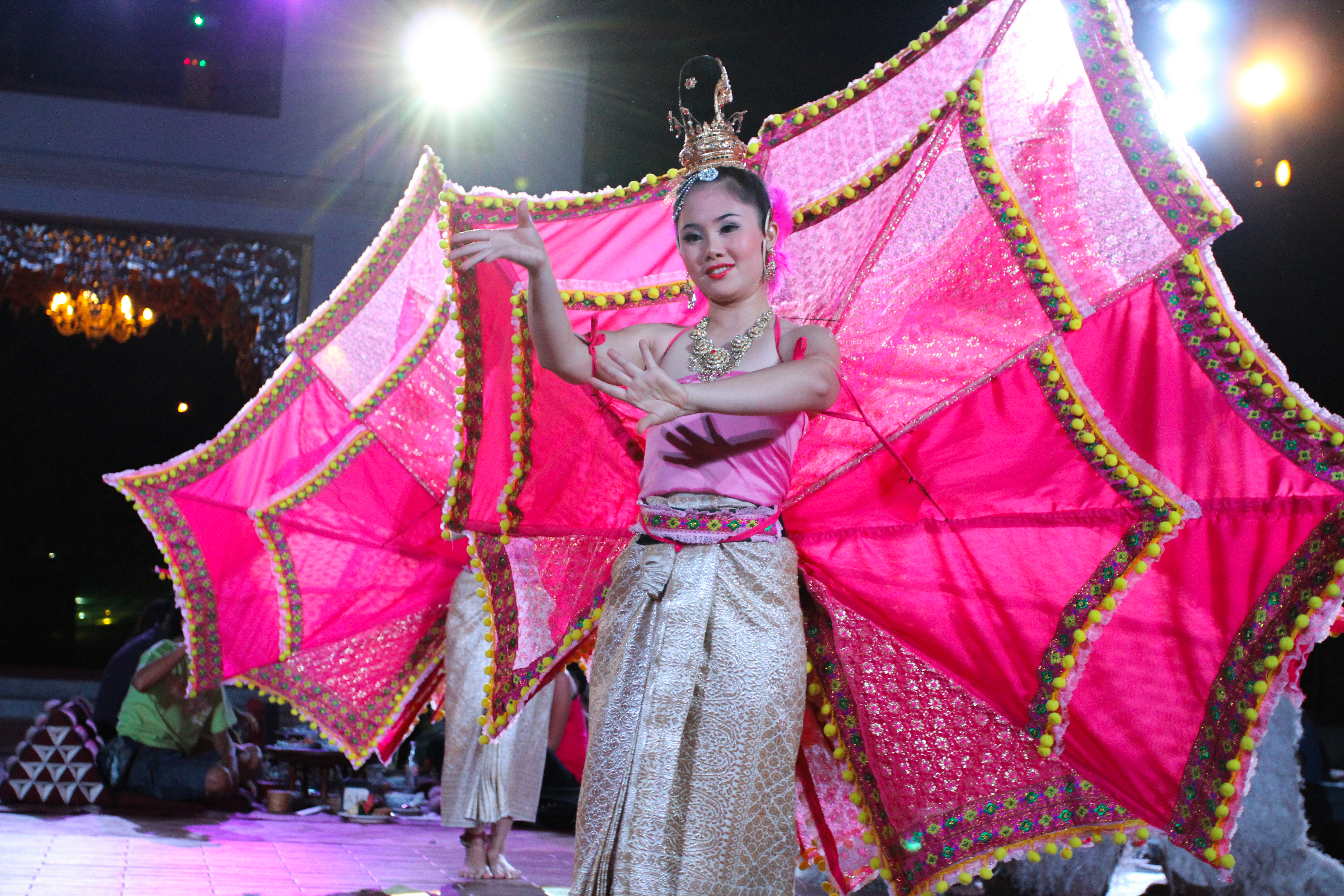
Таиланд
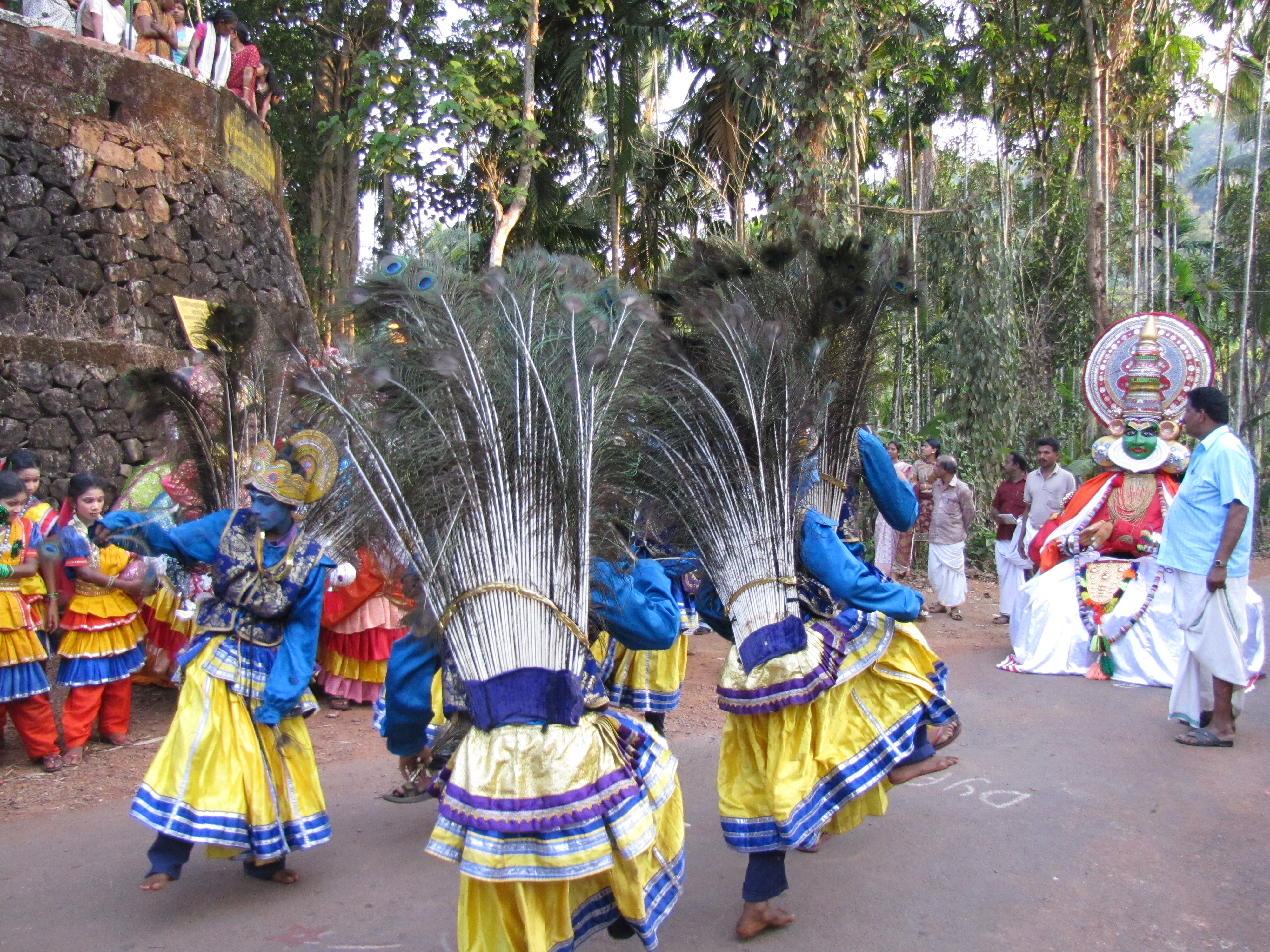
Индия
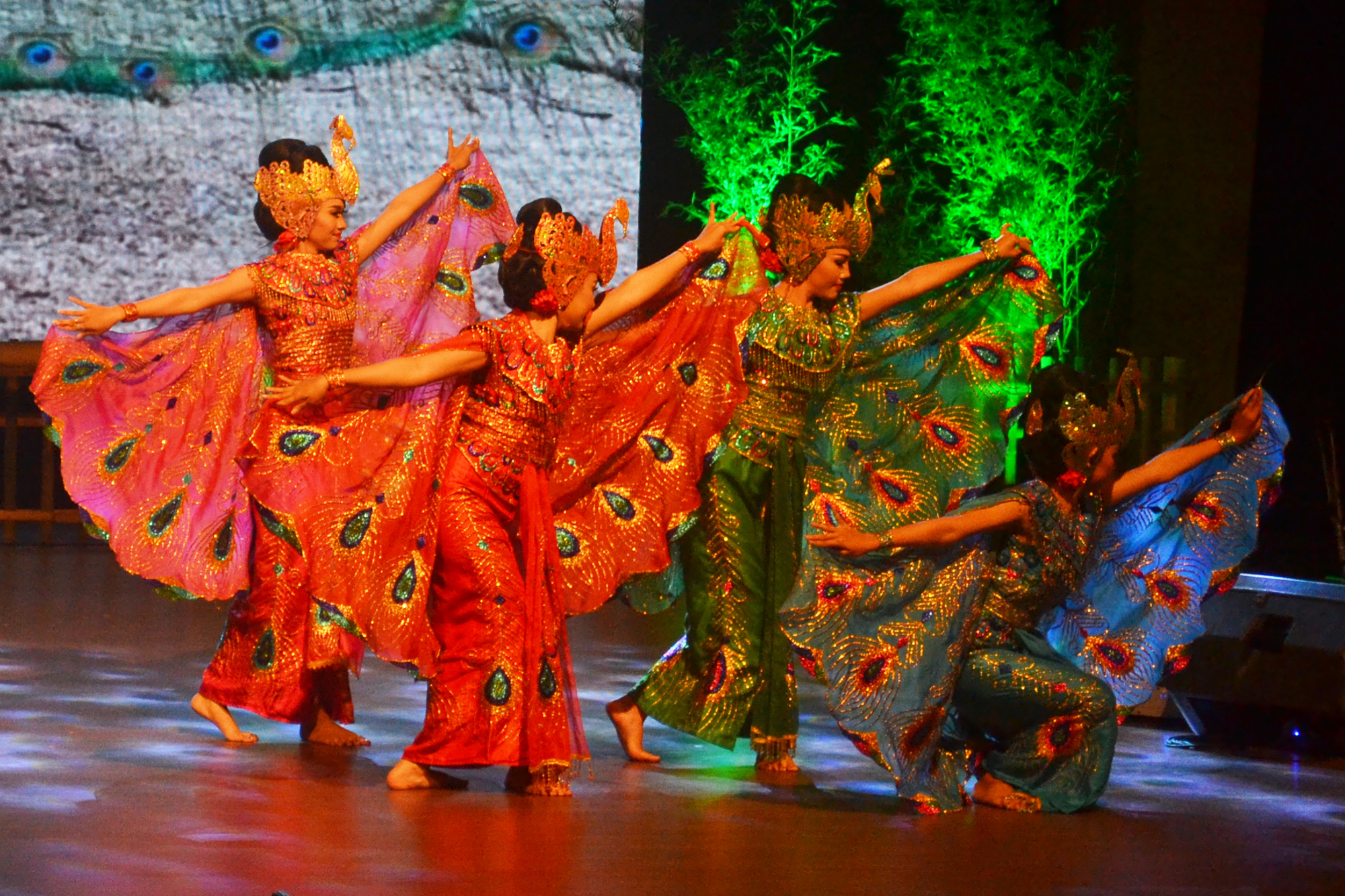
Индонезия

### Видео
- Танец "Душа павлина" 2017 г
- The Soul of Peacock - Peacock Dance - Traditional Dance / 杨丽萍《雀之灵》完整版 高清 孔雀舞 傣族舞
- Vehaara Arts Peacock Dance